# Testona
Borgata Testona (Teston-a in piemontese) è una vasta frazione a est di Moncalieri (Città metropolitana di Torino). 

Insieme al vicino Revigliasco, fu una degli antichi borghi pre-collinari autonomi che, anticamente, costituirono l'odierno comune di Moncalieri, situato pochi km a sud-est del capoluogo piemontese (nell'Area Metropolitana di Torino).

## Storia
Le antiche origini celtiche del sito sono testimoniate al museo di Antichità di Torino, che contiene diversi reperti rinvenuti. Questo borgo era già di notevole importanza in epoca romana, come riportano i più recenti scavi archeologici, e lo rimase fino a tutta la prima metà del Medioevo, come da resti (sempre conservati al museo di Antichità di Torino) di una necropoli scoperta da scavi del 1878, attribuibile ai longobardi turingi del VII secolo.

### Toponimo
Il nome Testona compare già dall'XI secolo, forse ad indicare la sua posizione geografica rispetto al fiume Po, che qui percorre una piccola curva che ricorda una "grande testa". Altra teoria lo riconduce come sinonimo di avamposto posto più a valle rispetto alla fortificazione del Castelvecchio, che è situata più sulla collina . Altre teorie, meno accreditate, lo riconducono al vocabolo latino vasa testea, nome di alcuni suppellettili in terracotta ritrovati dell'epoca.

### L'annessione a Moncalieri
Attorno al XII secolo, Testona fu alleata a Torino e Pinerolo, fronteggiando così le Signorie di Chieri-Asti e Genova passando anche attraverso un accordo con Torino e Chieri (1204) che riuniva i territori sotto un unico podestà. In una guerra successiva tra le due fazioni, i Chieresi decisero di colpire l'anello debole dell'alleanza e sconfiggere così i rivali di sempre, i testonesi, che intanto avevano aderito alla Lega Lombarda nel 1228. In questo modo si prefiggevano di controllare indisturbati tutta la collina attorno a Torino.

Nella notte del 23 giugno 1228 (come riporta una tradizione non suffragata da documenti), gli eserciti nemici saccheggiarono e rasero quasi completamente al suolo la borgata. I pochi sopravvissuti cercarono riparo in un punto più alto, su una collina vicino al monastero di Sant'Egidio, rimarcando la volontà di affrancarsi dalla signoria vescovile, allora residente nel castello di Castelvecchio.
La nuova fortificazione, voluta da Tommaso I di Savoia per una migliore visione strategica sul ponte del fiume Po ed il controllo della strada per Asti, diventerà quello che oggi è il Castello di Moncalieri. La comunità prese il titolo di libero comune, assorbendo l'abitato testonese sotto la propria guida, l'11 novembre 1230, sotto l'appena nato comune di Moncalieri.

### Epoche recenti
Il XVIII e XIX secolo vide, oltre che l'assoggettamento ai Signori di Moncalieri, l'insediamento di nuove strutture conventuali, simbolo di una devozione legata alla presenza vescovile presso il Castelvecchio.
Soltanto all'inizio del XX secolo il borgo cominciò ad urbanizzarsi come agglomerato meramente residenziale. Tuttavia, la tradizione storica testonese viene ancora riproposta nella festa di borgata di metà settembre, a ricordare sia Santa Maria delle Grazie (8 settembre) sia l'anniversario dell'arrivo delle reliquie di Santa Vittoria romana (12 settembre 1843).

## Monumenti e luoghi d'interesse
- Chiesa di Santa Maria di Testona o Santa Maria delle Grazie, attestata nei primissimi anni dell'XI secolo per volere dell'allora vescovo di Torino Landolfo. Lo stile romanico della chiesa sopravvisse nella struttura, nella bella cripta, nel campanile e negli alzati laterali, mentre il resto risulta rimaneggiato da uno stile barocco del 1617 e, per quanto riguarda la sola facciata, del 1734. Studi recenti hanno permesso di collegare la realizzazione della facciata ai nomi di Giovanni Antonio Sevalle e Vincenzo Maria Ferrero, ingegneri e architetti piemontesi[4]. Nel 1617 fu anche costruito anche l'annesso monastero, assegnato ai cistercensi foglianti prima e frati Cappuccini poi. L'architettura interna è costituita da tre navate, una cripta centrale sotterranea (di primitiva origine), situata sotto l'altare maggiore, il quale risulta sopraelevato e raggiungibile dai due lunghi scaloni laterali. Nel 1841, la cripta fu rimaneggiata sia per venerare la statua della Madonna delle Grazie, sia per accogliere le reliquie di Santa Vittoria romana (martire del III secolo), giunta qui nel 1843, e di cui una riproduzione della salma è presente sulla navata di destra. L'interno è altresì decorato con dipinti del XVIII secolo di Vittorio Amedeo Rapous, Giuseppe Paladino, Francesco Antonio Mayerle e di Orsola Caccia (figlia del Moncalvo).
- Castelvecchio, sito sulla collina, presso Strada San Michele, 40. Si tratta di un castello dai chiari lineamenti medievali, eretto nel 1037 per volere del vescovo Landolfo. Fu infatti residenza vescovile fino almeno al periodo di Tommaso II di Savoia, che ne fece una residenza sabauda. Fu poi rimaneggiato dal conte Filippo Vagnone nel 1490. Passato poi ai Padri Sacramentini fino almeno al XVIII secolo, oggi è diventato una residenza privata.

## Scoperte archeologiche
Nel 1878 Claudio ed Edoardo Calandra sovvenzionarono degli scavi archeologici per mettere in luce quella che si è rivelata essere una necropoli longobarda datata grazie ai numerosi corredi tra il VI e il VII secolo. I Calandra, seppur archeologi più per passione che per professione, stilarono quotidianamente un giornale di scavo, andato perduto. Nel giornale erano appuntate planimetrie, tombe e giacitura dei corredi, nonché l'esatta collocazione del sito di Testona, ad oggi sconosciuta. 
Tra la fine degli anni Novanta e i primi anni Duemila sono stati intrapresi una serie di scavi tra Villa Lancia, via S. Michele, Strada Della Rovere, Strada Revigliasco e presso il sagrato della chiesa parrocchiale di S. Maria. Tali indagini hanno messo in luce sepolture e un insediamento di età altomedievale, con tracce di una precedente fase romana, oltre a un sistema di canalizzazione altomedievale ben conservato che doveva servire a calmierare le continue risalite di acqua dalla falda. Tali esplorazioni hanno evidenziato la presenza di genti di cultura longobarda nel territorio di Testona, probabilmente per l'importanza strategica che l'area possedeva da un punto di vista militare e commerciale.